# Paracassidinopsis perlata
Paracassidinopsis perlata is een pissebed uit de familie Sphaeromatidae. De wetenschappelijke naam van de soort is voor het eerst geldig gepubliceerd in 1974 door Roman.